# Gornja i donja međa
Gornja međa (gornja ograda, gornja granica) je pojam iz teorije skupova. To je element m uređena skupa {\displaystyle (L,\leq )} takav da je svaki element {\displaystyle x\in X} danoga podskupa {\displaystyle X\subseteq L} manji ili jednak {\displaystyle m}.
Donja međa (donja ograda, donja granica je element {\displaystyle m\in L} koji je manji od svakoga elementa ili jednak svakomu elementu {\displaystyle x\in X} za dani podskup {\displaystyle X} uređenoga skupa {\displaystyle (L,\leq )}.
Najmanja gornja međa je supremum skupa L. Najveća donja međa je infimum skupa L.